# Чемпионат Африки по волейболу среди мужчин 2023
24-й Чемпионат Африки по волейболу среди мужчин проходил с 3 по 13 сентября 2023 года в Каире (Египет) с участием 15 национальных сборных команд. Чемпионский титул в 9-й раз в своей истории выиграла сборная Египта.

## Команды-участницы
Алжир, Бурунди, Гамбия, Гана, Египет, Камерун, Кения, Ливия, Мали, Марокко, Руанда, Сенегал, Танзания, Тунис, Чад.

## Система проведения чемпионата
15 команд-участниц на предварительном этапе разбиты на 4 группы. Первичным критерием при распределении мест в группах являлось общее число побед, затем количество набранных очков, соотношение партий, соотношение игровых очков, результаты личных встреч. За победы со счётом 3:0 и 3:1 команды получали по 3 очка, за победы 3:2 — по 2 очка, за поражение 2:3 — по 1 очку, за поражения 1:3 и 0:3 очки не начислялись. Все команды из групп вышли в 1/8 финала плей-офф и далее по системе с выбыванием определили итоговую расстановку. Выбывшие в 1/8 финала разыграли 9—15 места, выбывшие в четвертьфинале — 5—8 места.

## Предварительный этап

### Группа А
| М | Команда | 1   | 2   | 3   | И | В | П | С/П | О |
| - | ------- | --- | --- | --- | - | - | - | --- | - |
| 1 | Алжир   |     | 3:0 | 3:0 | 2 | 2 | 0 | 6:0 | 6 |
| 2 | Египет  | 0:3 |     | 3:0 | 2 | 1 | 1 | 3:3 | 3 |
| 3 | Бурунди | 0:3 | 0:3 |     | 2 | 0 | 2 | 0:6 | 0 |

3 сентября: Египет — Бурунди 3:0 (25:11, 25:8, 25:10).
5 сентября: Алжир — Бурунди 3:0 (25:10, 25:9, 25:18).
6 сентября: Алжир — Египет 3:0 (25:21, 25:22, 25:19).

### Группа В
| М | Команда  | 1   | 2   | 3   | 4   | И | В | П | С/П | О |
| - | -------- | --- | --- | --- | --- | - | - | - | --- | - |
| 1 | Тунис    |     | 3:0 | 3:0 | 3:0 | 3 | 3 | 0 | 9:0 | 9 |
| 2 | Чад      | 0:3 |     | 3:0 | 3:0 | 3 | 2 | 1 | 6:3 | 6 |
| 3 | Танзания | 0:3 | 0:3 |     | 3:1 | 3 | 1 | 2 | 3:7 | 3 |
| 4 | Мали     | 0:3 | 0:3 | 1:3 |     | 3 | 0 | 3 | 1:9 | 0 |

4 сентября: Тунис — Мали 3:0 (25:8, 25:14, 25:7); Чад — Танзания 3:0 (25:19, 33:31, 25:23).
5 сентября: Танзания — Мали 3:1 (25:18, 25:22, 17:25, 26:24); Тунис — Чад 3:0 (25:10, 25:10, 25:19).
6 сентября: Чад — Мали 3:0 (26:24, 25:17, 25:19); Тунис — Танзания 3:0 (25:10, 25:13, 25:17).

### Группа С
| М | Команда | 1   | 2   | 3   | 4   | И | В | П | С/П | О |
| - | ------- | --- | --- | --- | --- | - | - | - | --- | - |
| 1 | Ливия   |     | 3:1 | 3:0 | 3:1 | 3 | 3 | 0 | 9:2 | 9 |
| 2 | Камерун | 1:3 |     | 3:1 | 3:0 | 3 | 2 | 1 | 7:4 | 6 |
| 3 | Кения   | 0:3 | 1:3 |     | 3:2 | 3 | 1 | 2 | 4:8 | 2 |
| 4 | Гана    | 1:3 | 0:3 | 2:3 |     | 3 | 0 | 3 | 3:9 | 1 |

4 сентября: Ливия — Гана 3:1 (25:23, 18:25, 25:15, 25:20); Камерун — Кения 3:1 (25:22, 25:20, 24:26, 25:17).
5 сентября: Камерун — Гана 3:0 (25:19, 25:17, 25:19); Ливия — Кения 3:0 (25:23, 25:22, 25:12).
6 сентября: Кения — Гана 3:2 (23:25, 25:21, 16:25, 25:17, 15:11); Ливия — Камерун 3:1 (27:25, 25:22, 20:25, 25:23).

### Группа D
| М | Команда | 1   | 2   | 3   | 4   | И | В | П | С/П | О |
| - | ------- | --- | --- | --- | --- | - | - | - | --- | - |
| 1 | Марокко |     | 3:0 | 3:0 | 3:0 | 3 | 3 | 0 | 9:0 | 9 |
| 2 | Руанда  | 0:3 |     | 3:1 | 3:0 | 3 | 2 | 1 | 6:4 | 6 |
| 3 | Гамбия  | 0:3 | 1:3 |     | 3:2 | 3 | 1 | 2 | 4:8 | 2 |
| 4 | Сенегал | 0:3 | 0:3 | 2:3 |     | 3 | 0 | 3 | 2:9 | 1 |

4 сентября: Марокко — Руанда 3:0 (25:17, 25:18, 26:24).
5 сентября: Руанда — Гамбия 3:1 (25:11, 25:11, 20:25, 26:24); Марокко — Сенегал 3:0 (25:17, 25:21, 25:12).
6 сентября: Марокко — Гамбия 3:0 (25:20, 25:23, 25:15); Руанда — Сенегал 3:0 (25:21, 25:16, 25:17).
7 сентября: Гамбия — Сенегал 3:2 (22:25, 25:14, 25:19, 25:27, 15:13).

## Плей-офф

### 1/8 финала
8 сентября
Ливия.
Руанда — Танзания 3:1 (25:22, 27:29, 25:21, 25:12).
Камерун — Бурунди 3:0 (25:14, 25:14, 25:13).
Тунис — Сенегал 3:0 (25:10, 25:13, 25:18).
Чад — Гамбия 3:1 (24:26, 25:12, 25:22, 25:16).
Марокко — Мали 3:0 (25:14, 25:10, 25:15).
Алжир — Гана 3:0 (25:22, 25:21, 25:20).
Египет — Кения 3:0 (25:17, 25:19, 27:25).

### За 9—15 места

#### Четвертьфинал
9 сентября
Гамбия.
Сенегал — Бурунди 3:0 (25:19, 27:25, 25:23).
Гана — Танзания 3:1 (19:25, 25:20, 25:16, 25:12).
Кения — Мали 3:0 (26:24, 25:15, 25:23).

#### Полуфинал за 13—15 места
11 сентября
Танзания.
Бурунди — Мали 3:0 (30:28, 25:19, 25:19).

#### Полуфинал за 9—12 места
11 сентября
Гана — Гамбия 3:2 (25:16, 19:25, 21:25, 25:16, 15:10).
Кения — Сенегал 3:0 (25:14, 25:18, 25:23).

#### Матч за 13-е место
12 сентября
Танзания — Бурунди 3:1 (25:20, 22:25, 25:20, 25:16).

#### Матч за 11-е место
12 сентября
Сенегал — Гамбия 3:0 (25:20, 25:21, 25:23).

#### Матч за 9-е место
12 сентября
Кения — Гана 3:2 (25:19, 25:21, 18:25, 30:32, 16:14).

### За 1—8 места

#### Четвертьфинал
9 сентября
Алжир — Руанда 3:0 (25:18, 27:25, 25:16).
Камерун — Тунис 3:1 (22:25, 25:20, 27:25, 25:17).
Египет — Марокко 3:0 (25:19, 25:23, 25:18).
Ливия — Чад 3:0 (25:20, 26:24, 25:17).

#### Полуфинал за 5—8 места
11 сентября
Руанда — Чад 3:0 (25:21, 25:18, 25:20).
Тунис — Марокко 3:0 (25:19, 25:15, 25:20).

#### Полуфинал за 1—4 места
11 сентября
Алжир — Ливия 3:2 (18:25, 25:15, 33:35, 25:22, 15:11).
Египет — Камерун 3:1 (25:13, 25:23, 20:25, 29:27).

#### Матч за 7-е место
12 сентября
Чад — Марокко 3:0 (отказ Марокко).

#### Матч за 5-е место
12 сентября
Тунис — Руанда 3:0 (25:17, 25:18, 25:21).

#### Матч за 3-е место
13 сентября
Ливия — Камерун 3:1 (22:25, 25:22, 25:23, 25:15).

#### Финал
13 сентября
Египет — Алжир 3:1 (25:22, 25:18, 20:25, 25:22). Отчёт

## Итоги

### Положение команд
| Египет       |
| Алжир        |
| Ливия        |
| 4. Камерун   |
| 5. Тунис     |
| 6. Руанда    |
| 7. Чад       |
| 8. Марокко   |
| 9. Кения     |
| 10. Гана     |
| 11. Сенегал  |
| 12. Гамбия   |
| 13. Танзания |
| 14. Бурунди  |
| 15. Мали     |

### Мировая квалификация
3 лучшие команды по итогам чемпионата — Египет, Алжир и Ливия — квалифицировались на чемпионат мира 2025.

### Призёры
Египет: Ашраф эль-Лакани, Ахмед Салах, Мохамед Хасан Реда, Мохамед Нурэльдин, Мухаммед Асран, Мохамед Масуд, Ахмед Афифи, Хоссам Абдалла, Мохамед эль-Махди, Абдельрахман Сеуди, Реда Хайкаль, Ахмед Шафик, Мохамед Исса. Тренер — Флавио Гулинелли.
  Алжир: Ильяс Ашури, Софиан Буюсеф, Ахмед Кербуа, Араб Абдеррахман, Амин Умесад, Буджемаа Иккен, Юсуф Буруба, Суфиан Хосни, Буади Ишак, Лофти Бухуи, Билял Суалем, Абдеррауф Хамимес, Сиди Мохамед Дур, Ясер Амрат.
  Ливия: Абдельрахман Абу Зариба, Ахмед Ихбаури, Мохамед Этавель, Равид Равиха, Фуад эль-Мааруг, Мохамед Гарвас, Мохамед Муса, Анас аль-Ваддани, Адель аль-Фетури, Мустафа аль-Ашлем, Мохамед Абулубаба, Мохамед Бабани, Салах Абдельмалек, Мохамед аль-Гуи.

### Индивидуальные призы
| - MVP Хоссам Абдалла - Лучшие нападающие-доигровщики Суфиан Хосни Ахмед Шафик - Лучшие центральные блокирующие Абдельрахман Сеуди Сэм Долегомбай | - Лучший связующий Хоссам Абдалла - Лучший диагональный нападающий Ахмед Ихбаури - Лучший либеро Ильяс Ашури |